# Indicació geogràfica protegida

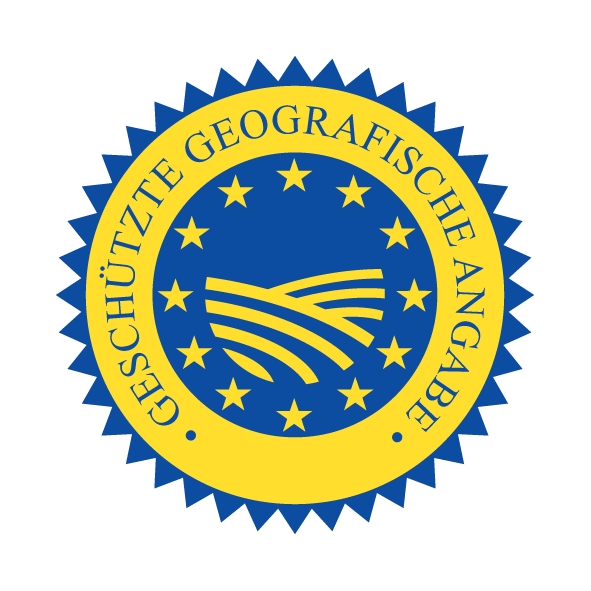
Segell en català de la indicació geogràfica protegida

La indicació geogràfica protegida (IGP) és una denominació de qualitat, regulada a escala d'Unió Europea, que identifica un producte alimentari que és originari d'un lloc determinat, una regió o un país, té una qualitat determinada, una reputació o una altra característica que pugui essencialment ser atribuïda al seu origen geogràfic, i com a mínim una de les seves fases de producció, transformació o elaboració es fa a la zona geogràfica definida.

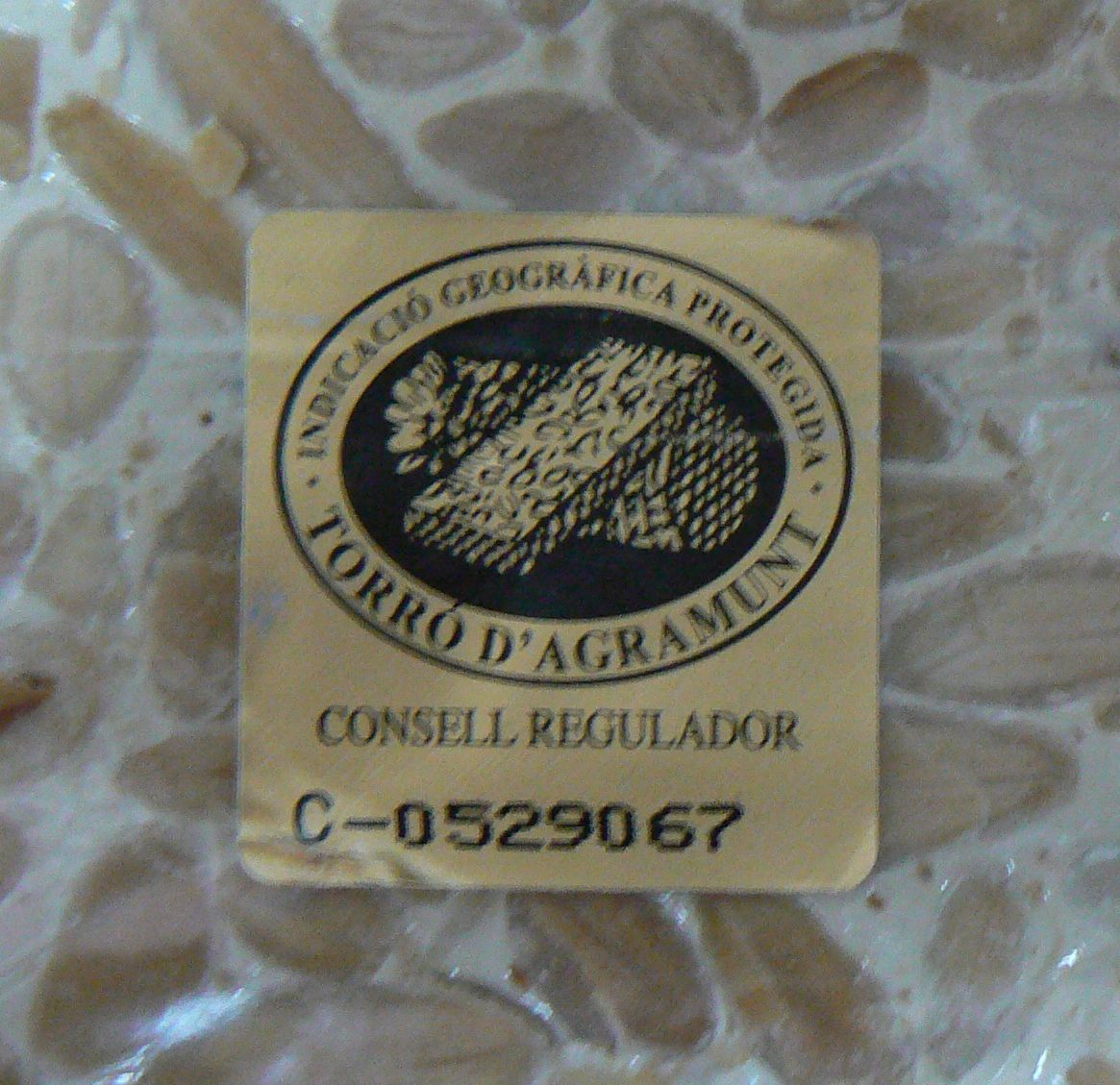
Torró d'Agramunt amb distinitu IGP

Cal que es compleixin els requisits establerts al Reglament comunitari sobre règims de qualitat de productes agrícoles i alimentaris. La IGP és un distintiu d'identificació de la Unió Europea, creat el 1992. Inicialment s'assignava només a productes alimentaris, però des de 2009 s'aplica també als vins (s'exclouen els esperits). Les denominacions IGP estan protegides legalment a tota la Unió Europea.
A diferència d'una denominació d'origen protegida, part de la matèria primera o bé part del procés de producció, transformació o elaboració pot provenir o es pot realitzar fora de la zona geogràfica. No obstant això, se'n garanteix la reputació i la qualitat tradicional de la zona. Per exemple, a l'illa de Mallorca no es disposa de prou farina per fer totes les ensaïmades típiques. Als Països catalans hi ha les indicacions geogràfiques protegides següents:
| Catalunya - Calçot de Valls - Clementines de les Terres de l'Ebre - Llonganissa de Vic - Pa de pagès català - Patata de Prades - Pollastre i capó del Prat - Poma de Girona - Torró d'Agramunt - Vedella dels Pirineus Catalans - Gall del Penedès | Catalunya del Nord - Anxoves de Cotlliure - Vedella dels Pirineus Catalans - Carxofa del Rosselló - Costers catalans - Costa vermella Illes Balears - Sobrassada de Mallorca - Ensaïmada de Mallorca - Ametlla de Mallorca - Oli d'Eivissa | País Valencià - Torró de Xixona - Torró d'Alacant - Cítrics valencians - Cireres de la Muntanya d'Alacant - Embotit de Requena |

## Altres distintius
| Distincions per a vins i begudes espirituoses: - VQPRD - Denominació d'origen - Denominació d'origen qualificada - Indicació geogràfica de begudes espirituoses - Vi de la terra | Per a altres productes alimentaris: - Indicació geogràfica - Denominació d'origen protegida - Marca Q - Especialitat tradicional garantida |